# Magdalen College

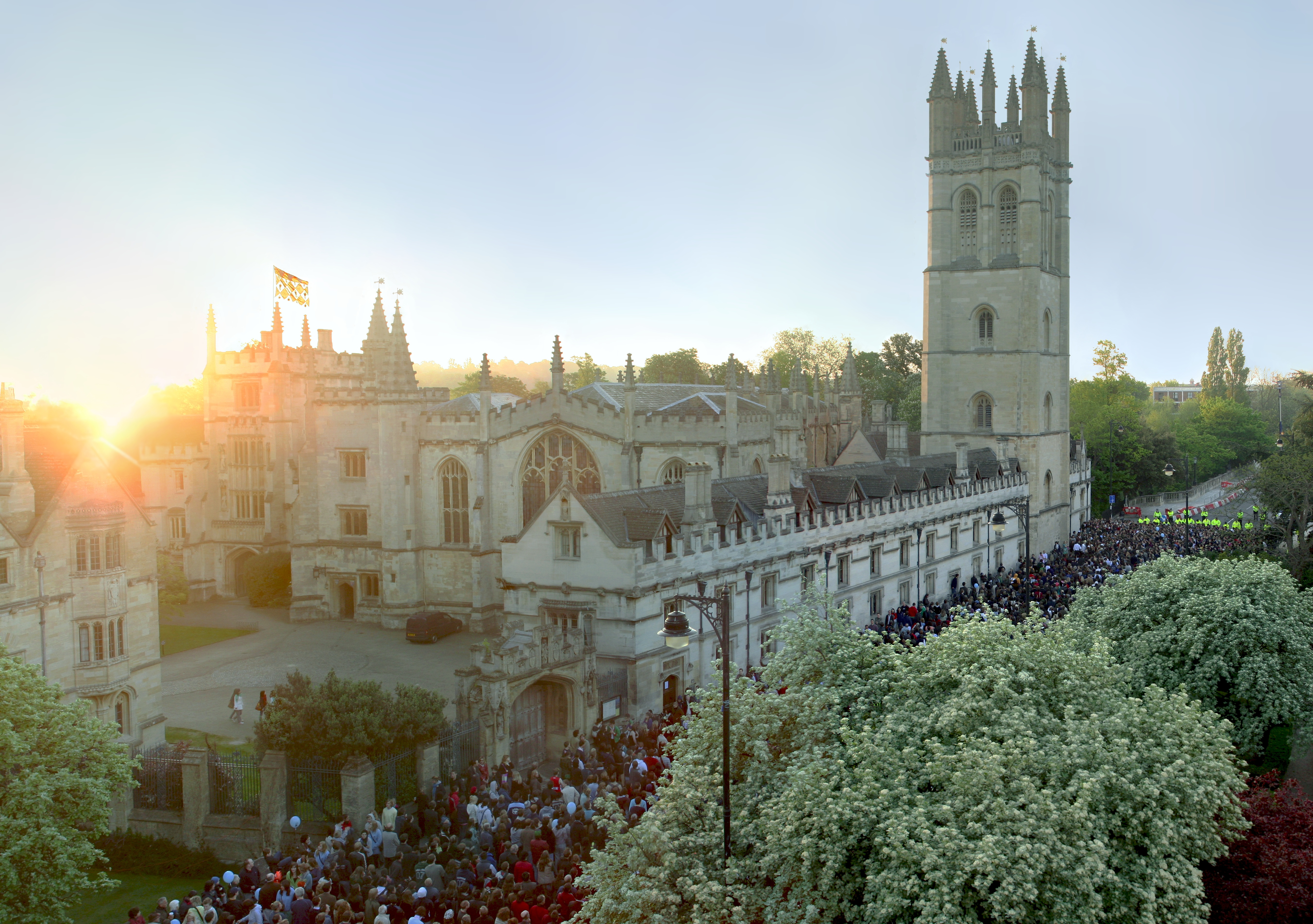
Magdalen College, den traditionella majsjungningen ska snart börja i gryningen.

Magdalen College [ˈmɔːdlin] är ett av universitetet i Oxfords mest berömda colleges. Det grundades 1458 av William Waynflete, biskop i Winchester och Englands lordkansler. I reglerna för colleget bestämde han bland annat hur namnet skulle uttalas och att det skulle finnas en kör. Namnet är en hyllning till Maria Magdalena. Dess speciella uttal är känt som ett tidigt exempel på Oxford English. 
Colleget är beläget i östra delen av Oxfords historiska innerstad, vid floden Cherwells västra strand. Delar av de nuvarande byggnaderna uppfördes på 1470-talet och Magdalen räknas som ett av Oxfords mest arkitektoniskt intressanta college.
Den framstående collegekören håller sedan över 500 år ett framträdande från collegets högsta torn, Magdalen Tower, klockan sex på morgonen varje 1 maj (May Day).

## Kända personer som verkat vid colleget

Karta över byggnader och tomtmark tillhörande Magdalen College i Oxford.

### Lärare
Bland de lärare som undervisat vid Magdalen College märks författaren och litteraturprofessorn C. S. Lewis och kvantfysikern och nobelpristagaren Erwin Schrödinger.

### Alumner
Colleget har utbildat många teologer under sin långa historia, av vilka de mest kända är kardinalerna Thomas Wolsey och Reginald Pole, renässanshumanisten John Colet, munken Bede Griffiths och reformatorn och lingvisten William Tyndale.
Inom naturvetenskaperna märks bland annat nobelpristagarna John Eccles (medicin 1963), Howard Walter Florey (medicin 1945), Anthony James Leggett (fysik 2003) samt Peter Medawar (medicin 1960). Fysikern och författaren Brian Greene doktorerade här, liksom zoologen och surrealistmålaren Desmond Morris.
Historikerna Norman Davies, Niall Ferguson, Edward Gibbon och Martin Gilbert studerade vid colleget, liksom arkeologerna Richard Atkinson och Hormuzd Rassam samt antikvarien Richard Chandler.
Till collegets mest kända alumner hör författaren Oscar Wilde och musikalkompositören Andrew Lloyd Webber. Andra kända författare som studerat vid Magdalen College omfattar bland andra Julian Barnes, Alan Garner, Alan Hollinghurst, Compton Mackenzie och Wilfred Thesiger, den neokonservativa debattören och journalisten Douglas Murray, poeterna John Betjeman och Lord Alfred Douglas samt dramatikern John Lyly.
Inom politikens område har colleget utbildat många kända statsmän och politiker, bland dessa kung Edvard VIII av Storbritannien, Bruneis kronprins Al-Muhtadee Billah Bolkiah, vicekungen av Indien Frederic Thesiger, 1:e viscount Chelmsford, de brittiska kabinettsministrarna Dominic Grieve, William Hague, Chris Huhne, Jeremy Hunt, John Hutton och George Osborne, den amerikanska generalen och presidentkandidaten Wesley Clark, den australiska premiärministern Malcolm Fraser, den kanadensiske premiärministern John Turner och den brittiska underrättelsechefen John Scarlett.